# 山下敏和
山下 敏和（やました としかず、1977年2月21日 - ）は、日本のライフル射撃選手。北京オリンピックおよびリオデジャネイロオリンピック代表。小松島高等学校、中央大学卒業。徳島県小松島市大林町出身。自衛隊体育学校所属。階級は3等陸佐。身長170cm、体重74kg。

## 略歴
- 1999年 自衛隊体育学校に入る。
- 2002年 釜山アジア大会でライフル個人で15位。
- 2003年 全日本選手権で優勝。
- 2005年 ワールド杯エアライフルで29位。
- 2006年 ドーハアジア大会でエアライフルで15位。
- 2007年 日本選手権で日本新記録達成。
- 2007年 クウェート市で行われたアジア選手権で4位。北京オリンピックの出場が決定。